# 장곡중학교 (경기)
장곡중학교(長谷中學校)는 대한민국 경기도 시흥시 장곡동에 있는 공립 중학교이다.

## 학교 연혁
- 1999년 6월 1일 : 장곡중학교 32학급 설립인가
- 1999년 6월 1일 : 개교
- 1999년 6월 3일 : 초대 성영현 교장 취임
- 2000년 2월 15일 : 제1회 졸업식(11명)
- 2007년 3월 1일 : 40학급 인가
- 2010년 3월 1일 : 경기도교육청지정 혁신학교 지정 운영
- 2016년 3월 1일 : 경기도교육청지정 모범혁신학교 지정 운영
- 2021년 3월 1일 : 제9대 이경숙 교장 취임
- 2023년 12월 18일 : 제25회 졸업식(183명) 남 99명, 여 84명
- 2024년 3월 11일 : 제26회 입학식(134명) 남 84명, 여 50명

## 참고 자료
- 장곡중학교 - 한국교육학술정보원 학교알리미